# Gertrud Eberz-Alber
Gertrud Eberz-Alber (* 26. Mai 1879 in Münsingen; † 2. Januar 1955 in  Stuttgart) war eine deutsche Malerin und Ehefrau des Malers Josef Eberz (1880–1942).

## Ausbildung
Paula Gertrud Alber wurde als Tochter des Apothekers August Alber und seiner Ehefrau Friderike, geb. Blumhardt geboren. Ihre Kindheit verlebte sie in Cannstatt, die künstlerische Begabung wurde von den Eltern gefördert. Wenn auch das Studium für Frauen in der Kunst durchaus noch nicht selbstverständlich war, konnte sie doch an der Kgl. Akademie der bildenden Künste in Stuttgart 1908 (?) ein Studium der Malerei beginnen. Vorher war sie 1893 dem gerade in Stuttgart gegründeten Württembergischen Malerinnenverein beigetreten. Der Verein wurde aufgrund der Tatsache, dass die Akademie 1892 eine eigene Damen-Malschule eingerichtet hatte, die nicht das volle Programm abdeckte, gegründet. In dem Verein, dem sie bis 1931 angehörte, erhielt sie eine erste Ausbildung, danach stimmten die Eltern dem Eintritt in die Akademie zu. Sie arbeitete bei dem Genre-Maler Gustav Igler (1842–1938). 1910 waren neben Gertrud Alber nur noch Luise Deicher (1891–1973) und Käthe Loewenthal eingeschrieben. Das änderte sich, als Adolf Hölzel die Damen-Malschule übernahm. Der bedeutende Maler und begnadete Pädagoge brachte trotz zahlreicher Anfeindungen diese Einrichtung, wie die ganze Akademie, der er 1916 bis 1918 als Direktor vorstand, zu hohem Ruf. Die Anzahl der Damen stieg auf 16, Gertrud Alber wurde die erste Meisterschülerin. Sie hatte deshalb ein eigenes Atelier und konnte eigenständig arbeiten.
Um Hölzel bildete sich eine Runde von Schülerinnen und Schülern, der „Hölzelkreis“. Ihm gehörten die Meisterschüler an, zu denen auch Josef Eberz zählte, den sie später heiraten sollte. Bei der ersten Ausstellung „Hölzel und sein Kreis“ 1916 in Freiburg war sie nicht vertreten, jedoch bei späteren Ausstellungen und der Gratulationsmappe „Adolf Hölzel von seinen Schülern“, die 1923 zum 70. Geburtstag des Professors zusammengestellt wurde. Indessen hatte schon die Ausstellung des Verbandes der Kunstfreunde in den Ländern am Rhein 1914 in Stuttgart ein „Stilleben“ (Ölgemälde) im „Expressionisten-Saal“ gezeigt, den Hölzel als „Beitrag der Jungen“ zusammengestellt hatte.

## Leben als Malerin
Seit 1914/15 war sie in Stuttgart als freischaffende Künstlerin tätig. Sie trat 1915 dem Frauenkunstverband bei, der 1913 in Frankfurt mit Käthe Kollwitz als Vorsitzende gegründet worden war. Bei der ersten Ausstellung 1915 in den Räumen des „Württembergischen Kunstvereins“ wurden „... die eigenartigen Talente von Lily Hildebrand, Gertrud Alber und Luise Deicher...“ besonders hervorgehoben.
Als Josef Eberz 1917 von dem Wiesbadener Kunstsammler Heinrich Kirchhoff nach Wiesbaden eingeladen wurde, um in seinem Garten zu malen, folgte sie ihm. Sie heirateten dort am 5. Mai 1917. Nach der Zeit in Wiesbaden zogen sie 1918 nach München, wo sie eine Wohnung mit Atelier mieteten, sie behielt aber auch ihr Atelier in Stuttgart. In München wurde sie von dem Galeristen und Verleger Hans Goltz, der ihren Mann schon seit 1914 vertrat, ebenfalls übernommen. Ihre Arbeiten, insbesondere Aquarelle, wurden von privaten Sammlern, aber auch öffentlichen Institutionen angekauft. Nach Krieg und Nachkriegswirren, Josef Eberz war in der Zeit der Räterepublik in Künstlerausschüssen tätig, zog es das Paar in den Süden. 1920 weilten sie für ein Jahr in Assisi und den umgebenden Landschaften. Hier vervollkommnete sie ihre Aquarelltechnik. Die Reisen in den Süden, außer Italien auch Jugoslawien, wiederholten sich bis 1924, aber auch Paris wurde aufgesucht. Die Fahrten in den Süden hatten noch eine weitere Folge. Die evangelisch aufgewachsene Gertrud Eberz-Alber konvertierte 1928 in Bologna zum katholischen Glauben.
Es erschienen die ersten Veröffentlichungen über sie in Zeitschriften, selbst in Hans Hildebrandts Buch "Die Frau als Künstlerin" (1928).
In der Zeit des Nationalsozialismus galt sie nicht wie ihr Mann als „entartet“, aber die Wirkungsmöglichkeiten und Ausstellungstätigkeiten wurden stark eingeschränkt. Josef Eberz konnte sich mit kirchlichen Aufträgen über Wasser halten, aber die Bedrängungen waren groß. Sowohl bei ihm wie bei ihr traten gesundheitliche Probleme auf. Eine sich sehr schnell entwickelnde Arthrose, die zu einer fast völligen Lähmung führte, zwang sie, sich in ein Pflegeheim zu begeben, trotzdem versuchte sie weiter zu arbeiten. Als 1942, mitten im Krieg, ihr Mann plötzlich verstarb, häuften sich die Probleme. Die Bombenangriffe auf Stuttgart und München bedrohten sie und ihre Habe unmittelbar. Ihre Versuche, das Werk ihres Mannes und das eigene zu sichern und zu retten, sind aus einem Briefwechsel mit Hans Denninger, dem Geschäftsführer der „Deutschen Gesellschaft für christliche Kunst“, herauszulesen. Trotz einiger Helfer konnte nur ein kleiner Teil der Werke ihres Mannes und eine Mappe eigener Aquarelle gerettet werden. Die Wohnung mit Atelier in München und das eigene Atelier in Stuttgart wurden zerstört. Sie verfolgte mit großer Hartnäckigkeit in der ersten Nachkriegszeit die weitere Anerkennung des Werkes ihres Mannes. So war dieser schon 1947 auf der ersten Ausstellung der „Deutschen Gesellschaft für christliche Kunst“ in der Neuen Sammlung München vertreten, 1953 kam es dann zur großen „Gedenkausstellung Josef Eberz“ der gleichen Gesellschaft.
Für ihr eigenes Werk tat sie nichts, was durch ihre hilflose Lage im Mörike-Altersheim in Stuttgart zu erklären ist. Sie starb dort am 2. Januar 1955.

## Werk
Der größte Teil ihres Werkes ging bei der Bombardierung Stuttgarts und Münchens unter. Im Privatbesitz, aber auch in einigen öffentlichen Sammlungen sind Arbeiten von ihr, Ölmalereien – meist Porträts – sowie Landschafts- und Stillleben-Aquarelle zu finden. Die gerettete Mappe mit ihren Aquarellen kam mit dem Restnachlass von Josef Eberz in die Städtischen Kunstsammlungen Limburg/Lahn. Ein Teil der Blätter wurde im Jahr 2000 in einer Ausstellung mit Katalog der Öffentlichkeit präsentiert, aber auch früher und später wurden einzelne Blätter in Sammelausstellungen vorgestellt.

## Weblink
- Biografie